# Enrico Rovini
Enrico Rovini (Pescia, 2 marzo 1928 – 16 marzo 2022) è stato un calciatore italiano, di ruolo centrocampista.

## Carriera
Nella stagione 1947-1948 esordisce in Serie B, segnando una rete in 3 presenze. All'età di vent'anni, nella stagione 1948-1949, diventa stabilmente titolare nella serie cadetta con la maglia dell'Empoli, con cui segna una rete in 32 partite di campionato. Continua a militare in questa categoria anche nella stagione 1949-1950, nella quale disputa 17 partite senza mai segnare. Nella stagione 1950-1951 gioca invece da titolare in Serie C, chiudendo il campionato con una rete in 30 presenze. Torna poi a vestire la maglia dell'Empoli nella stagione 1952-1953, nella quale disputa 8 partite.
In carriera ha giocato complessivamente 52 partite in Serie B, categoria in cui ha anche segnato 2 gol.